# Wahlen zum Repräsentantenhaus der Vereinigten Staaten 2024
Die Wahlen zum Repräsentantenhaus der Vereinigten Staaten 2024 fanden am 5. November 2024 gleichzeitig mit den Wahlen zum US-Senat und der Präsidentschaftswahl statt. Auf Ebene der Bundesstaaten fanden zeitgleich in 11 Bundesstaaten und zwei Territorien Gouverneurswahlen statt.
Bei der Wahl konnte die Republikanische Partei ihre Mehrheit verteidigen. Nachdem 434 von 435 Wahlkreises ausgezählt worden waren, hatten sie 220 Sitze erreicht, zwei mehr als die für eine Mehrheit im Repräsentantenhaus erforderlichen 218 Sitze. Im letzten Wahlkreis (dem kalifornischen Wahlkreis Nr. 13) vergingen nach der Wahl vier Wochen, bis am 3. Dezember ein vorläufiges Ergebnis der Auszählung bekanntgegeben wurde.

## Ausgangslage

Situation vor den Wahlen für das Repräsentantenhaus:

Bei den Midterms des Jahres 2022 hatte die Republikanische Partei mit 222 Sitzen die Mehrheit der Mandate im Repräsentantenhaus der Vereinigten Staaten gewonnen. Nancy Pelosi, bislang Vorsitzende des House Democratic Caucus, der demokratischen Parlamentsfraktion, gab ihren Vorsitz an Hakeem Jeffries, einen demokratischen Abgeordneten aus New York, ab.

## Nicht erneut kandidierende Abgeordnete
Folgende (bislang 47) Abgeordnete verzichteten auf eine erneute Kandidatur (Stand: 15. Mai 2024):
Republikaner
- Arizona-8: Debbie Lesko (seit 2018)
- Colorado-5: Doug Lamborn (seit 2007)
- Florida-8: Bill Posey (seit 2009)
- Georgia-3: Drew Ferguson (seit 2017)
- Indiana-3: Jim Banks (seit 2017) – kandidiert für den US-Senat
- Indiana-6: Greg Pence (seit 2019)
- Indiana-8: Larry Bucshon (seit 2011)
- Kansas 2: Jake LaTurner (seit 2021)
- Louisiana-6: Garret Graves[3] (seit 2015)
- Missouri-3: Blaine Luetkemeyer (seit 2009)
- Montana-2: Matt Rosendale (seit 2021) – kandidiert für den US-Senat
- Michigan-7: Tom Barret (seit 2024)
- North Carolina-8: Dan Bishop (seit 2019) – kandidiert für das Amt des Generalstaatsanwalts von North Carolina
- North Carolina-10: Patrick McHenry (seit 2005)
- North Dakota-AL: Kelly Armstrong (seit 2019) – kandidiert für das Amt des Gouverneurs von North Dakota
- Ohio-2: Brad Wenstrup (seit 2013)
- South Carolina-3: Jeff Duncan (seit 2011)
- Texas-12: Kay Granger (seit 1997)
- Texas-26: Michael C. Burgess (seit 2003)
- Utah-3: John R. Curtis (seit 2017) – kandidiert für den US-Senat
- Washington-5: Cathy McMorris Rodgers (seit 2005)
- West Virginia-2: Alex Mooney (seit 2015) – kandidiert für den US-Senat

Nicht-stimmberechtigte-Delegierte:
- Puerto Rico-A/L: Jenniffer González (seit 2017) – kandidiert für das Amt des Gouverneurs von Puerto Rico

Demokraten
- Arizona-3: Yassamin Ansari (seit 2025)
- Delaware-A/L: Sarah Mcbride (seit 2025)
- Kalifornien-12: Barbara Lee (seit 1998) – kandidiert für den US-Senat
- Kalifornien-16: Anna Eshoo (seit 1993)
- Kalifornien-29: Tony Cardenas (seit 2013)
- Kalifornien-30: Laura Friedman (seit 2024)
- Kalifornien-31: Grace Napolitano (seit 1999)
- Kalifornien-47: Katie Porter (seit 2019) – kandidiert für den US-Senat
- Maryland-2: Dutch Ruppersberger (seit 2003)
- Maryland-3: John Sarbanes (seit 2007)
- Maryland-6: David Trone (seit 2019) – kandidiert für den US-Senat
- Michigan-7: Elissa Slotkin (seit 2019) – kandidiert für den US-Senat, ist jetzt US-Senatorin
- Michigan-8: Dan Kildee (seit 2013)
- Minnesota-3: Dean Phillips (seit 2019) – kandidiert für das Amt des US-Präsidenten
- New Hampshire 2: Ann McLane Kuster (seit 2013)
- New Jersey-3: Andy Kim (seit 2019) – kandidiert für den US-Senat
- North Carolina-6: Kathy Manning (seit 2021)
- North Carolina-13: Wiley Nickel (seit 2023)
- North Carolina-14: Jeff Jackson (seit 2023) – kandidiert für das Amt des Generalstaatsanwalts von North Carolina
- Oregon-3:  Earl Blumenauer (seit 1996)
- Texas-32: Colin Allred (seit 2019) – kandidiert für den US-Senat
- Virginia-7: Abigail Spanberger (seit 2019) – kandidiert für das Amt des Gouverneurs von Virginia
- Virginia-10: Jennifer Wexton (seit 2019)
- Washington-6: Derek Kilmer (seit 2013)

Nicht-stimmberechtigte-Delegierte:
- Nördliche-Marianen-A/L: Gregorio Sablan (seit 2009)

## Abgewählte Abgeordnete in den Primaries
Folgende Abgeordnete verloren ihre parteiinternen Vorwahlen und scheiden im Januar 2025 aus dem Repräsentantenhaus aus.
Republikaner
- Alabama-1: Jerry Carl (seit 2021) verlor die Vorwahl gegen Barry Moore
- Virginia-5: Bob Good (seit 2021) verlor die Vorwahl gegen John McGuire

Demokraten
- Missouri-1: Cori Bush (seit 2021) unterlag in der Vorwahl Wesley Bell[4]
- New York-16: Jamaal Bowman (seit 2021) unterlag in der Vorwahl George Latimer[5]

## Vorwahlen
An folgenden Tagen (im Jahr 2024) fanden die Vorwahlen zum Repräsentantenhaus statt.
- 5. März: Alabama, Arkansas, Kalifornien, North Carolina, Texas
- 12. März: Mississippi
- 19. März: Illinois, Ohio
- 23. April: Pennsylvania
- 7. Mai: Indiana
- 14. Mai: Maryland, Nebraska, West Virginia
- 21. Mai: Georgia, Idaho, Kentucky, Oregon
- 4. Juni: Iowa, Montana, New Jersey, New Mexico, South Dakota
- 11. Juni: Maine, Nevada, North Dakota, South Carolina
- 18. Juni: Oklahoma, Virginia
- 25. Juni: Colorado, New York, Utah
- 1. August: Tennessee
- 6. August: Arizona, Kansas, Michigan, Missouri, Washington
- 10. August: Hawaii
- 13. August: Connecticut, Minnesota, Vermont, Wisconsin
- 20. August: Alaska, Florida, Wyoming
- 3. September: Delaware, Massachusetts
- 10. September: New Hampshire, Rhode Island
- 5. November: Louisiana

## Ergebnis
| Parteien | Parteien     | Sitze | Sitze | Sitze | Sitze   | Stimmen    | Stimmen | Stimmen |
| -------- | ------------ | ----- | ----- | ----- | ------- | ---------- | ------- | ------- |
| Parteien | Parteien     | 2022  | 2024  | +/−   | Stärke  | Stimmen    | %       |         |
|          | Republikaner | 222   | 220   | -2    | 50,5 %  | 74.826.851 | 50,5 %  |         |
|          | Demokraten   | 213   | 215   | +2    | 49,5 %  | 70.786.229 | 47,8 %  |         |
| Gesamt   | Gesamt       | 435   | 435   | 0     | 100,0 % |            |         |         |